# توقيت كازاخستان
يمتد توقيت كازاخستان على خطين زمنيين هما ت ع م+05:00 وت ع م+06:00. لا تستخدم كازاخستان التوقيت الصيفي.

## قاعدة بيانات المناطق الزمنية
|  | ت ع م+05:00 |
|  | ت ع م+06:00 |

تتضمن قاعدة بيانات المناطق الزمينة (IANA) خمص مناطق زمنية في ملف (zone.tab)وهي:
- Asia/Almaty (ت ع م+06:00)
- Asia/Qyzylorda (ت ع م+06:00)
- Asia/Aqtobe (ت ع م+05:00)
- Asia/Aqtau (ت ع م+05:00)
- Asia/Oral (ت ع م+05:00)